# Lovsångsledare
Lovsångsledare är en tjänst inom den moderna kristna kyrkan. Lovsångsledaren är en musiker eller sångare som leder församlingen i lovsång och tillbedjan. Hans eller hennes uppgift är att, tillsammans med lovsångsteamet, hjälpa och uppmuntra församlingen att tillbe och fördjupa sin relation med Gud.

## Historia
Lovsångsledare är ett ganska nytt begrepp som har kommit sedan 80-talet med den ökade lovsångskulturen i kyrkan. Särskilt sedan millennieskiftet har rörelsen avancerat och var och varannan frikyrkoförsamling har idag ett lovsångsteam.
Bibliska förebilder anses vara de gammaltestamentliga personerna Mirjam och Kung David

## Kända lovsångsledare
Några kända lovsångsledare i Sverige är bland andra Micke och Åsa Fhinn, Bengt Johansson, Clas Vårdstedt, Mattias Martinson, Gregory Häljestig, Harald Høidahl, Johan Sundqvist och Mikael Järlestrand.[källa behövs]
Exempel på internationellt kända lovsångsledare är Matt Redman, Tim Hughes, Chris Tomlin, Michael W. Smith, Darlene Zschech och Rich Mullins.